# E.T.A. Hoffmann

E.T.A. Hoffmann na znaczku

E.T.A. Hoffmann, Ernst Theodor Amadeus Hoffmann, właśc. Ernst Theodor Wilhelm Hoffmann (ur. 24 stycznia 1776 w Królewcu, zm. 25 czerwca 1822 w Berlinie) – niemiecki poeta, pisarz epoki romantyzmu. Także prawnik, kompozytor, krytyk muzyczny, rysownik i karykaturzysta. Jeden z prekursorów fantastyki grozy (tzw. weird-fiction), który wywarł ogromny wpływ na takich twórców jak: Edgar Allan Poe, Howard Phillips Lovecraft, Gustav Meyrink czy Stefan Grabiński.

## Lata nauki i pracy
Jego przodkowie w linii męskiej pochodzili z polskiej szlachty z rodu Bagieńskich, po części z Węgier, co dzisiejsi biografowie Hoffmanna uważają za rzecz udowodnioną. Był trzecim dzieckiem adwokata i literata z Królewca, Krzysztofa Ludwika. Ten ożenił się ze swoją kuzynką Luizą Doerfer w 1767 roku. Problemy rodzinne doprowadziły do separacji tego małżeństwa, wskutek czego trójka dzieci została podzielona między małżonków. Ernest trafił do matki. Uczył się w gimnazjum w Królewcu. W latach 1795–1797 odbywał praktykę w sądzie w Głogowie. W mieście tym przyozdobił freskami jedną z kaplic kościoła pojezuickiego.
Od roku 1800 pracował jako asesor rządowy w Poznaniu. Tam, 26 lipca 1802 w kościele Bożego Ciała (przy obecnej ulicy Krakowskiej) ożenił się z Marią Teklą Michaliną Rohrer-Trzcińską, zwaną Misią. Była to młoda Polka, o wiele wyższa od Hoffmanna. Hoffmann, znając język polski i mając liczne kontakty z Polakami, miał pozytywny stosunek do insurekcji kościuszkowskiej, nie był zwolennikiem rozbiorów Polski, a w opracowaniach swych propagował postać szlachetnego Polaka (niem. der edle Pole), sentymentalnego kochanka.
Za rysowanie karykatur przedstawiających wyższych urzędników i oficerów został przeniesiony w 1802 do Płocka. Jeżdżąc po terenach polskich pod zaborem pruskim, znajdował natchnienie do swoich pierwszych prób literackich. W 1803 przeniesiono go do Warszawy, co zawdzięczał staraniom i dobrym stosunkom swojego przyjaciela Hippla, który pomógł też Hoffmannowi wydostać się z finansowych kłopotów. W Płocku bowiem byli oni skazani na jałmużnę ze strony krewnych, ponieważ asesor nie otrzymywał wynagrodzenia.
W Warszawie jako urzędnik m.in. nadawał miejscowym Żydom niemiecko brzmiące nazwiska. Przypisuje się mu nadawanie takich nazwisk jak Rosenbaum (Różane drzewo), Goldberg (Złota góra) czy Eisenbaum (żelazne drzewo). Wkroczenie Francuzów w 1806 roku położyło kres dotychczasowej karierze. W roku 1808 został dyrektorem muzycznym teatru w Bambergu, później w Dreźnie i Lipsku. W roku 1816 powrócił do służby sądowej w Berlinie.
W październiku 1819 roku rząd pruski powołał go na członka „komisji specjalnej do śledzenia powiązań, mających na celu zdradę stanu” i pełnomocnika do spraw ochrony państwa w najwyższej instancji karnej Prus, odpowiedzialnej za wykroczenia polityczne. Hoffmann nie uważał jednak wcale za swój cel surowego ukarania obwinionego. Wysilał raczej swój prawniczy umysł, aby w niepodważalny sposób wykazać, że ujęci przez policję polityczną „demagodzy” nie powinni zostać ukarani przez prawo. Starał się na przykład wykazać, że założyciel paramilitarnej organizacji sportowej Friedrich Ludwig Jahn (propagator idei gimnastyki) był wprawdzie strasznym grubianinem i chętnie zmyślał, ale że te wady, a nawet podstępne myśli o demokratycznej gimnastyce na poręczach i przeciąganiu liny, mogłyby być ważne z punktu widzenia prawa karnego dopiero wówczas, jeśli można je powiązać przyczynowo z udowodnionym przestępstwem.
Niemniej jego przełożeni, zwłaszcza dyrektor policji Karl von Kamptz (1769–1849), sądzili inaczej. Swoje wrażenia z groteskowych dochodzeń Hoffmann zaprezentował w satyrze Meister Floh (Mistrz Pchła), gdzie Kamptz został przedstawiony jako idiotycznie podejrzliwy, tajny radca dworu Knarrpanti, wywiadowca policyjny. Dyrektor rozpoznał siebie, powiadomił najwyższe władze, łącznie z królem Fryderykiem Wilhelmem III, w następstwie czego wszczęto dochodzenie przeciw Hoffmannowi. Do końca postępowania dyscyplinarnego jednak nie doszło, gdyż E.T.A. Hoffmann zmarł wkrótce po publikacji Mistrza Pchły. 
Hoffmann cierpiał na alkoholizm i zmagał się z problemami natury psychiatrycznej.

## Muzyka Hoffmanna
Od młodości z zamiłowaniem poświęcał się muzyce, jego liczne, tylko częściowo wydane utwory muzyczne (kościelne, operowe i orkiestralne) odznaczają się oryginalnością, ale oparte są na Glucku i Mozarcie. Najważniejsze dzieło muzyczne to opera romantyczna Ondyna (Undine) (tekst Fryderyka de la Motte Fouqué), 1814). Torował też drogi, jako pisarz muzyczny, zapomnianemu Bachowi i z ogromnym entuzjazmem pisząc o muzyce Beethovena. Wywarł wpływ na Wagnera i Schumanna.
Jako kompozytor Hoffmann opierał się na tradycji Mozarta, którego czcił, oraz Beethovena. Jego muzyka należy jednak do następnej epoki – romantyzmu, a Hoffmann jest uważany za twórcę pierwszej opery romantycznej (Undine).
Będąc gorącym miłośnikiem muzyki w czasie swego pobytu w Warszawie był inicjatorem założenia Resursy muzycznej, stowarzyszenia, mającego na celu urządzanie koncertów symfonicznych. Resursa ta, stworzona w sezonie 1805/1806, miała początkowo siedzibę w pałacu Ogińskich, od 1806 w pałacu Mniszchów.
Od 1813 natchniony muzyką Mozarta kazał nazywać się Amadeuszem („umiłowany bogów”). Nie zrezygnował jednak z imienia Wilhelm. Jako kompozytor odniósł największy sukces operą Ondyna. Najsłynniejsze jego dzieła są raczej fantastyczne, w tym napisał wedle Dumasa „najpiękniejszą baśń” czyli „Dziadka do orzechów”. Hoffmann ukonstytuował fantastykę jako oddzielny typ literatury pięknej. Piotr Czajkowski skomponował balet na podstawie tego opowiadania. Przez lata wspominany był jako doskonały bajarz, co zilustrował Jacques Offenbach w operze „Opowieści Hoffmanna”. W Poznaniu co roku odbywa się Festiwal Hoffmanowski organizowany przez Teatr Wielki im. Stanisława Moniuszki.

## Miłośnik kotów
Hoffmann przeszedł do historii również jako miłośnik kotów. Jego bliskim przyjacielem, wylegującym się na pulpicie do pisania, któremu – jak pisał – zgłaskiwał iskry z sierści, był kot Murr.
W pierwszych dniach grudnia 1821 r. wielu członków intelektualnej elity Berlina z kręgu Braci Serafiońskich z grona wyższych urzędników pruskich otrzymało pocztą nekrolog wydrukowany ozdobną antykwą z tekstem: W nocy z 29 na 30 listopada br. zasnął, aby zbudzić się do lepszego życia, mój drogi, ukochany wychowanek, kot Murr, w czwartym roku swego obiecującego życia. Kto znał tego wpisanego do wieczności młodzieńca, kto widział, jak kroczy drogą cnoty i prawa, zrozumie mój ból i uczci go milczeniem.

## Literatura
Jako pisarz naśladował najpierw Jeana Paula w „Phantasiestücke in Callots Manier” (1814, 4 t.). Później napisał „Vision auf dem Schlachtfeld von Dresden” (1814), „Elixiere des Teufels” (1816, tłum. Ludwik Eminowicz), „Nachtstücke” (1817, 2 t.), „Seltsame Leiden eines Theaterdirektors” (1818), „Die Serapionsbrüder” (1819–1821, 4 t.; tom uzupełn. 1825), „Klein Zaches” (1819), „Prinzessin Brambilla” (1821), „Meister Floh” (1822), „Lebensansichten des Katers Murr” (1821–1822, 2 t.), „Der Doppelgänger” (1822) i drobne opowiadania. (Wybory polskie: „Powieści fantastyczne” w układzie A. Langego, 2 t., wyd. „Muzy”; „Opowieści”, przeł. Ida Wieniewska, 1925; „Złoty garnek”, przeł. Jan Kleczyński, 1907, i i.). Utwory Hoffmanna odznaczają się bujną wyobraźnią romantyczną, groteskowym humorem i upiorną niesamowitością. W Niemczech długo zapoznawany, wywarł wpływ za granicą zwłaszcza na romantyzm francuski. Tłumaczono go i naśladowano w całym kulturalnym świecie. Nowe wyd. kryt. jego utworów oprac. W. Harich, 1925, 15 t.

## Malarstwo
Jako rysownik i malarz odznaczył się w grotesce i karykaturze, godne są jednak uwagi również jego obrazy (autoportrety) i projekty dekoracji teatralnych.

## Dzieła

### Dzieła literackie
- Obrazki fantastyczne w stylu Callota (Fantasiestücke in Callot's Manier) (1814)
  - Kawaler Gluck (Ritter Gluck)
  - Kreisleriana
  - Don Juan
  - Wiadomość o najnowszych losach psa Berganzy (Nachricht von den neuesten Schicksalen des Hundes Berganza)
  - Magnetyzer (Der Magnetiseur)
  - Złoty garnek (Der goldene Topf)
  - Przygoda w noc sylwestrową (Die Abenteuer der Sylvesternacht)
- Diable eliksiry (Die Elixiere des Teufels) (1815)
- Opowieści nocne (Nachtstücke) (1817)
  - Piaskun (Der Sandmann)
  - Ślub (Das Gelübde )
  - Ignaz Denner
  - Die Jesuiterkirche in G.
  - Ordynacja (Das Majorat)
  - Das öde Haus
  - Das Sanctus
  - Das steinerne Herz
- Seltsame Leiden eines Theater-Direktors (1819)
- Zacheuszek, Cynobrem zwany (Klein Zaches, genannt Zinnober) (1819)
- Szczęście graczy (Spielerglück) (1819)
- Bracia Serafiońscy (Die Serapionsbrüder)
  - Kopalnia Falun (Die Bergwerke zu Falun)
  - Dziadek do orzechów (Nußknacker und Mausekönig)
  - Doża i Dogaressa (Doge und Dogaresse)
  - Panna de Scudery (Das Fräulein von Scuderi)
  - Niesamowity gość (Der unheimliche Gast)
  - Mistrz Martin, bednarz, i jego czeladnicy  (Martin der Küfner und seine Gesellen)
- Tajemnicze dziecko (Das fremde Kind) (1819)
- Księżniczka Brambilla: capriccio według Jakuba Callota (Prinzessin Brambilla) (1820)
- Kota Mruczysława poglądy na życie (Lebensansichten des Katers Murr) (1820)
- Die Irrungen (1820)
- Die Geheimnisse (1821)
- Die Doppeltgänger (1821)
- Mistrz Pchła: bajka zawarta w siedmiu przygodach dwóch przyjaciół (Meister Floh) (1822)
- Narożne okno (Des Vetters Eckfenster) (1822)
- Letzte Erzählungen (1825)

### Utwory sceniczne (opery)
- Die Maske (libretto: E.T.A. Hoffmann), (1799)
- Die lustigen Musikanten (libretto: Clemens Brentano), (1804)
- Bühnenmusik zu Zacharias Werners Trauerspiel „Das Kreuz an der Ostsee“ (1805)
- Liebe und Eifersucht Calderón / August Wilhelm Schlegel (1807)
- Arlequin, (1808)
- Der Trank der Unsterblichkeit (libretto: Julius von Soden), (1808)
- Wiedersehn! (libretto: E.T.A. Hoffmann), (1809)
- Dirna (libretto: Julius von Soden), (1809)
- Muzyka sceniczna do dramatu Juliosa von Sodensa „Julius Sabinus“ (1810)
- Saul, König von Israel (libretto: Joseph von Seyfried) (1811)
- Aurora (libretto: Franz von Holbein) heroische Oper (1812)
- Ondyna (Undine) (libretto: Friedrich de la Motte Fouqué), (1814)
- Der Liebhaber nach dem Tode

#### Muzyka wokalna
- Msza d-moll (1805)
- Trois Canzonettes à 2 et à 3 voix (1807)
- 6 Canzoni per 4 voci alla capella (1808)
- Miserere b-moll (1809)
- In des Irtisch weiße Fluten (Kotzebue), pieśń (1811)
- Recitativo ed Aria „Prendi l’acciar ti rendo“ (1812)
- Tre Canzonette italiane (1812); 6 Duettini italiani (1812)
- Nachtgesang, Türkische Musik, Jägerlied, Katzburschenlied für Männerchor (1819–1821)

#### Muzyka instrumentalna
- Rondo na fortepian (1794/1795)
- Ouvertura. Musica per la chiesa d-moll (1801)
- 5 Sonat fortepianowych: A-dur, f-moll, F-dur, f-moll, cis-moll (1805–1808)
- Große Fantasie na fortepian (1806)
- Symfonia Es-dur (1806)
- Harfenquintett c-moll (1807)
- Grand Trio E-dur (1809)
- Walzer zum Karolinentag (1812)
- Serapions-Walzer (1818–1821)